# Vegetarianisme

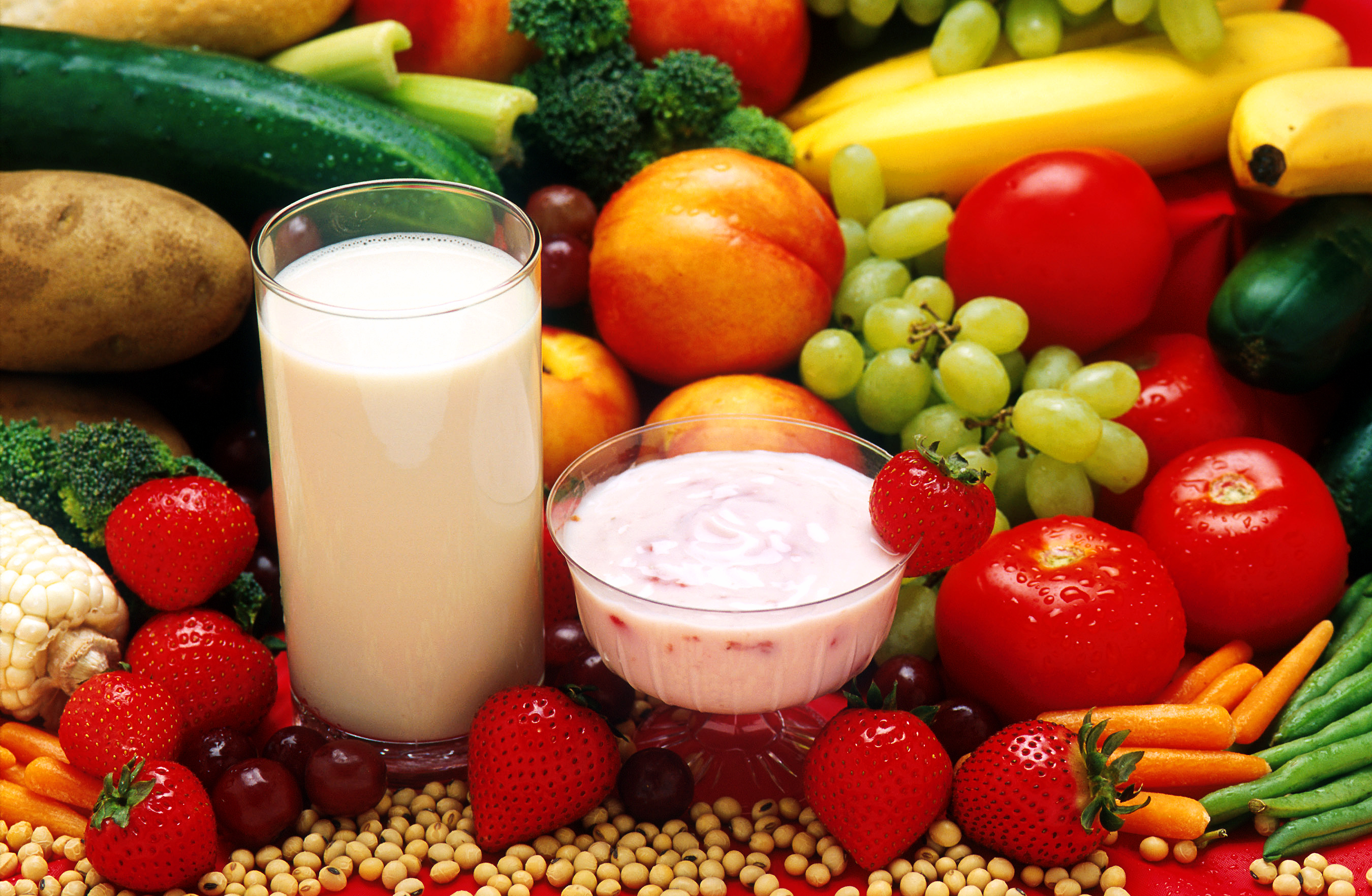
Aliments susceptibles de ser inclosos en una dieta vegetariana.

El vegetarianisme és una dieta basada en vegetals (fruites, verdures, llegums, cereals, etc.) que exclou els aliments carnis (carn, carn vermella, aus de corral, peix i marisc). S'exclouen també els subproductes del sacrifici d'animals, com ara el quall o la gelatina. Pot incloure, en algunes variants, productes derivats d'origen animal com els làctics (iogurt, formatge, mantega, nata, etc.), els ous o la mel. El vegetarianisme estricte exclou també els làctics, els ous i la mel, mentres que el veganisme exclou qualsevol producte d'origen animal (pell, cuir, llana, etc.) i productes testats.
Actualment, el vegetarianisme està expandint-se a nivell mundial. A l'Índia aproximadament una tercera part de la població és vegetariana. A la resta de països però, es tracta d'una dieta minoritària, representa un 5 % de la població europea i un 1,5 % de l'espanyola. El vegetarianisme es fonamenta en motivacions molt diverses que poden ser ètiques, de salut, religioses, polítiques, ambientals, culturals, de moda, estètiques o econòmiques.
Hi ha diferents tipus de vegetarianisme segons si inclou ous o llet, es pot parlar d'una dieta ovovegetariana (inclou ous, però no productes lactics), lactovegetariana (inclou lactis, però no ous), ovolactovegetariana (inclou ous i lactis) o vegana (ni ous ni lactis).

## Història

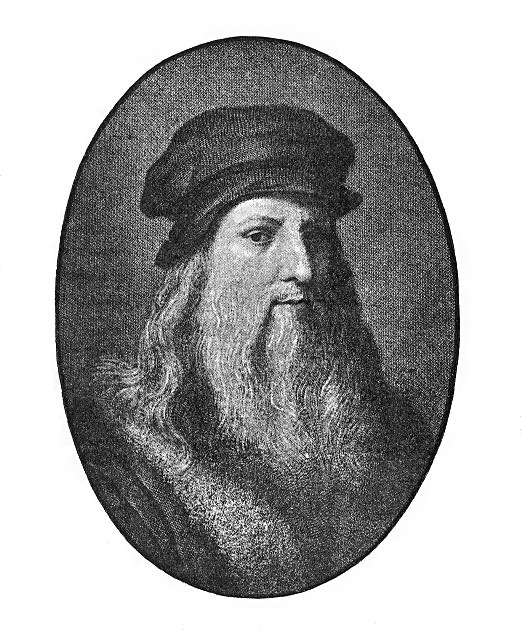
Leonardo da Vinci era vegetarià.

Els primers registres de (lacto)vegetarianisme daten de l'antiga Índia i l'antiga Grècia al segle vi aC. En tots dos casos, la dieta estava estretament relacionada amb la idea de la no-violència cap als animals (anomenada ahimsa a l'Índia) i va ser promoguda pels grups religiosos i filòsofs.
Després de la cristianització de l'Imperi Romà en l'antiguitat tardana, el vegetarianisme va desaparèixer pràcticament d'Europa. Diversos ordes de monjos en l'Europa medieval, van restringir o prohibir el consum de carn per raons ascètiques, però cap d'aquests no va evitar el peix. També la gent corrent deixava de menjar carn, ous i productes derivats de la llet durant èpoques, com per exemple la quaresma. En aquesta època, el peix era un símbol del cristianisme i per això sí que estava permès. Els càtars menjaven poca carn tot l'any, i els més avançats eren totalment vegetarians.
El segle xvi, durant el Renaixement, l'Església catòlica va començar a permetre menjar llet i ous en els "dies de peix". Època en què segons alguns autors, en alguns llocs, el vegetarianisme va ressorgir i des de llavors cada vegada hi seria més practicat fins als segles XIX i xx.
El 1847, es va fundar la primera societat vegetariana al Regne Unit; Alemanya, els Països Baixos i uns altres estats la van seguir. La International Vegetarian Union (Unió Vegetariana Internacional), que és la unió de les societats nacionals, va ser fundada el 1908. En el món occidental, la popularitat del vegetarianisme va créixer durant el segle xx, primer adduint suposats motius de nutrició i, més tard, per ètica personal (hippyisme, etc.), que al canvi de segle s'ha relacionat amb la sostenibilitat (motius socials, ambientals i econòmics) i de capacitat de càrrega.

## Nutrició i salut

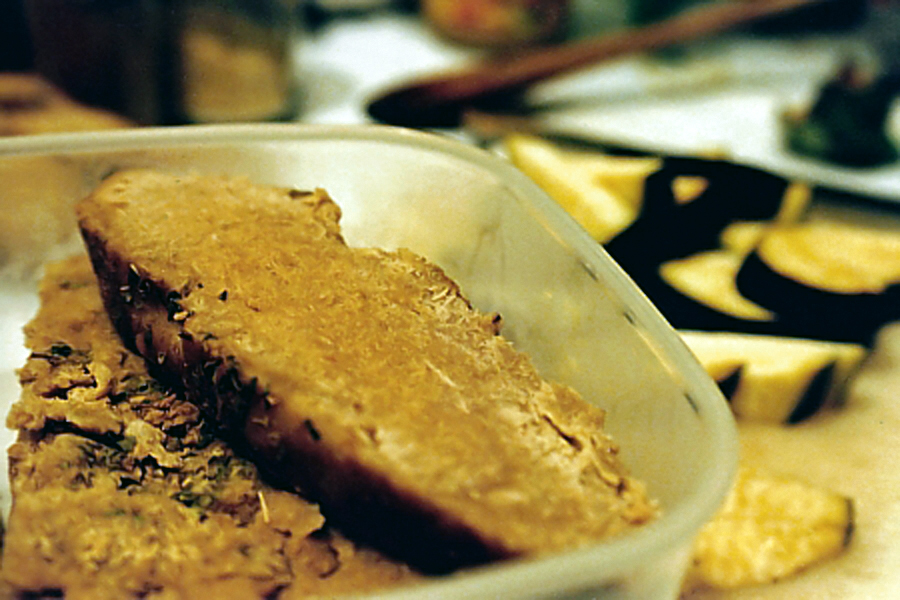
Seitan.

Les dietes vegetarianes i veganes ben planificades, que inclouen una àmplia varietat d'aliments d'origen vegetal i una font fiable de vitamina B12, proporcionen una ingesta adequada de nutrients.
Les activitats científiques sobre el vegetarianisme han passat de la preocupació sobre una nutrició adequada a la recerca de beneficis per a la salut i prevenció de la malaltia. L'American Dietetic Association (Associació Dietètica Americana) i Dietitians of Canada (Dietistes del Canadà) han declarat que, en totes les etapes de la vida, una dieta vegetariana correctament planificada és "saludable, nutricionalment adequada, i dona beneficis per a la salut en la prevenció i el tractament de certes malalties". Estudis a gran escala han demostrat que la mortalitat per la cardiopatia isquèmica va ser un 30% menor entre els homes vegetarians i un 20% menor entre les dones vegetarianes que en els no vegetarians. Els nutrients necessaris, proteïnes i aminoàcids per a suport del cos es troben a les verdures, cereals, fruita seca, llet de soja, ous i lactis. Les dietes vegetarianes ofereixen nivells més baixos de greixos saturats, colesterol i proteïna animal, i nivells més alts de carbohidrats, fibra, magnesi, potassi, àcid fòlic, i antioxidants com les vitamines C i E i fitoquímics.
Els vegetarians tendeixen a tenir l'índex de massa corporal més baix, els nivells més baixos de colesterol, tensió arterial baixa i menys malalties del cor, hipertensió arterial, diabetis mellitus tipus 2, malaltia renal, osteoporosi, síndrome metabòlica, demències com la malaltia d'Alzheimer i altres trastorns. La carn vermella magra, en particular, s'ha trobat que està directament associada amb un risc més alt de càncer d'esòfag, fetge, còlon i pulmons. Uns altres estudis no han mostrat diferències significatives entre vegetarians i no vegetarians per a la mortalitat per malaltia cerebrovascular, càncer d'estómac, càncer colorectal, càncer de mama o càncer de pròstata. Un estudi del 2010 comparant un grup de vegetarians i altres que consumien carn dels adventistes del Setè Dia: els vegetarians van obtenir qualificacions més baixes en les proves de depressió i hi havia millors perfils d'estat d'ànim.
Algunes dietes vegetarianes supleixen la manca d'alguns aminoàcids essencials que es troben abundantment en la carn per productes com el tofu, el seità o el tempeh.

## Filosofies i motivacions dels vegetarians
Els motius ètics i espirituals que motiven l'abstenció del consum de carn es remunten a l'antiga Grècia. Alguns arguments filosòfics més recents són l'antiespecisme, l'anticarnisme, relacionats amb matar animals, els drets dels animals, i el sentiment de comunitat i d'identitat amb el món animal. Per contra, els arguments científics sobre els beneficis de la dieta vegetariana, són relativament recents, van sorgir al segle xix.

### Ètica vegetariana

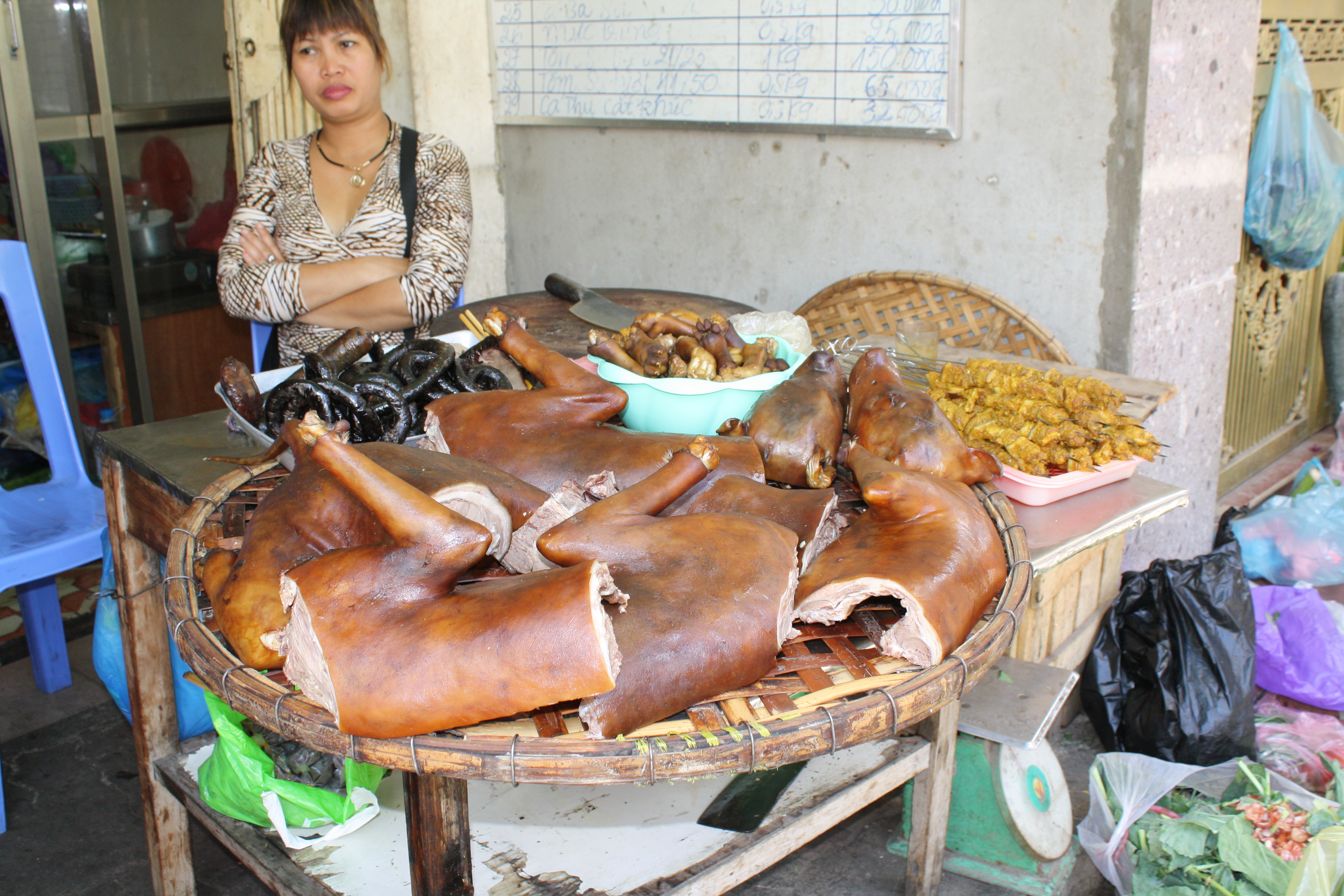
Carn de gos. Algunes persones no són vegetarianes però no volen menjar carn de certes espècies animals, com el gos, el cavall o el gat. Aquest últim és prohibit a tot Europa excepte a Suïssa. Altres persones no mengen pollastres criats en bateria però sí els de granja a l'aire lliure. També n'hi ha que mengen només animals adults, etc.

Hi ha força raons ètiques per triar el vegetarianisme, que en general es basen en els interessos dels animals no humans. En moltes societats, la controvèrsia i el debat s'han fet sobre l'ètica de menjar animals.
Algunes persones, encara que no siguin vegetarians, es neguen a menjar la carn d'alguns animals a causa d'un tabú cultural; com pot ser menjar gats, gossos, cavalls o conills. Unes altres (no vegetarians) donen suport al consum de carn per raons científiques, nutricionals i culturals, incloses les religioses.
Alguns consumidors de carn s'abstenen de la carn d'animals criats de manera particular, com les granges industrials, o evitar certes carns, com ara la vedella o el foie gras. Algunes persones segueixen dietes vegetarianes o veganes, no a causa de les preocupacions morals per la criança o el consum dels animals en general, sinó a causa de preocupacions sobre el tractament específic i les pràctiques de la criança i la matança dels animals, és a dir, la cria intensiva i la industrialització del sacrifici dels animals.
Les objeccions ètiques hi són generalment l'oposició a l'acte de matar, i l'oposició a certes pràctiques de la producció de carn.

### Moral i religió
El jainisme ensenya el vegetarianisme com una conducta moral, com ho fan algunes de les principals branques de l'hinduisme.
El budisme en general no prohibeix menjar carn, mentre que el budisme Mahayana encoratja al vegetarianisme com beneficiós per al desenvolupament de la compassió. Uns altres religions que tenen una dieta vegetariana són els adventistes del Setè Dia, el moviment Rastafari, l'Ananda Marga i els Hare Krishna.

### Ecologisme

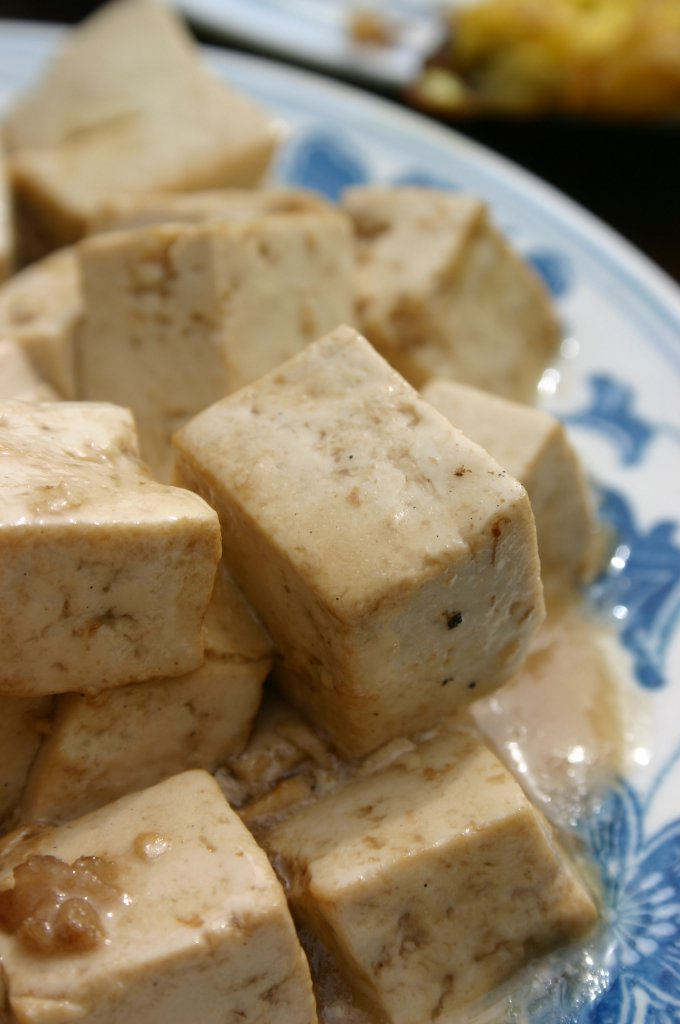
L'ús de derivats de la soia cultivada de manera extensiva en un altre continent i en condicions socials desconegudes és menys sostenible que menjar la majoria d'aliments que el tofu i productes similars pretenen substituir.

El vegetarianisme ambiental es basa que la producció de carn i productes animals per al consum massiu, especialment mitjançant l'agricultura industrial, és ambientalment insostenible. D'acord amb una iniciativa del 2006 de les Nacions Unides, la indústria ramadera és un dels contribuents més grans a la degradació del medi ambient en tot el món, i les pràctiques modernes de criança d'animals per a l'alimentació contribueix a una "massiva" contaminació de l'aire i de l'aigua, la degradació de la terra, el canvi climàtic, i la pèrdua de biodiversitat. La iniciativa va arribar a la conclusió que "el sector ramader apareix com un dels dos o tres sectors que més contribueixen als problemes ambientals més greus, en totes les escales des de la local a la global."
A més, la ramaderia és una font important de gasos d'efecte d'hivernacle i és responsable del 18% de les emissions mundials de gasos d'efecte d'hivernacle mesurats en equivalents de CO₂. En comparació, tots els de transport del món (incloent-hi tots els cotxes, camions, autobusos, trens, vaixells i avions) emeten el 13,5% de les emissions de CO₂. La ramaderia produeix el 65% de l'òxid nitrós i el 37% de tot el metà relacionats o induït per l'ésser humà. El metà en té 21 vegades més i l'òxid nitrós té 296 vegades més potencial d'escalfament global (PEG) que el CO₂.
Els animals alimentats amb grans, i els que es basen en el pasturatge, necessiten molta més aigua que els conreus de cereals. Segons el United States Department of Agriculture (USDA, Departament d'Agricultura dels Estats Units), la sembra de conreus per alimentar els animals de granja requereix gairebé la meitat del subministrament d'aigua dels Estats Units i el 80% de les seves terres agrícoles. A més, els animals criats per al consum als EUA consumeixen el 90% de la soja de cultiu, el 80% de la collita de blat de moro, i un total de 70% del seu gra.
Quan es fa el seguiment de la producció d'aliments d'origen animal des de l'alimentació fins al consum, la ineficiència de la carn, la llet i els ous comporten un marge del 4:1 fins a 54:1 en el quocient entre l'entrada d'energia i la producció de proteïnes. Això és en primer lloc perquè la primera alimentació ha de ser conreada abans que sigui consumida pel bestiar, i en segon lloc perquè els vertebrats de sang calenta han d'utilitzar una gran quantitat de calories només per mantenir la calor (a diferència de les plantes o insectes). Un índex que pot ser-hi utilitzat com una mesura és l'eficiència de conversió dels aliments ingerits a substàncies del cos. Diu, per exemple, que només el 10% es converteix en substància del cos en el bestiar de carn, davant del 19-31% dels cucs de seda i el 44% de les paneroles alemanyes. El professor d'ecologia David Pimentel ha afirmat: "Si tot el gra que s'utilitza en l'actualitat per alimentar el bestiar als Estats Units fos consumit directament per les persones, el nombre de persones que podrien ser alimentades seria de prop de 800 milions". Una alimentació basada en productes d'origen animal sembla ser, segons aquests estudis, en general, molt menys eficient que la collita de grans, verdures, llegums, llavors i fruits. Però això no seria aplicable als animals que pasturen, en lloc de menjar, especialment els que ho fan en terres que no podrien ser utilitzades per a altres fins. Tampoc no s'aplica a cultius d'insectes per a l'alimentació, que poden ser ambientalment més sostenibles que el consum d'aliments procedents de la ramaderia, o bé altres anàlegs de la carn provinents de la soja, el gluten o la micoproteïna (fongs). La carn produïda en un laboratori (o carn in vitro) pot ser també més sostenible que la carn produïda normalment.
D'acord amb la teoria de la dinàmica tròfica, calen 10 vegades més conreus per alimentar els animals que es crien per a la producció de carn que per alimentar el mateix nombre de persones en una dieta vegetariana. En l'actualitat, amb el 70% de tot el gra de blat, blat de moro i uns altres productes, s'alimenten els animals de granja. Això ha fet que molts defensors del vegetarianisme diguin que és ecològicament irresponsable consumir carn. La cria d'un nombre relativament petit d'animals de pasturatge pot ser beneficiós, però la Food Climate Research Network (Xarxa d'Investigació sobre els aliments i el clima) de la Universitat de Surrey informa: "Una mica de producció ramadera és probablement una bona cosa per al medi ambient". Hi ha científics com Sarah Taber i els d'un estudi sobre capacitat agrícola de la regió estatunidenca i les dietes que contradiuen les afirmacions provegetarianisme.

## Demografia
En una enquesta duta a terme per l'Agència Espanyola del Consum, Seguretat Alimentària i Nutrició, es va observar que l'1,5 % de la població espanyola al 2011 era vegetariana. Un estudi posterior elaborat entre el 2016 i 2017 per la consultora espanyola Lantern, mostra també un 1,5 % de vegetarians i un 6,3 % de flexitarians.
Mundialment, un estudi d'opinió realitzat el 2016 per la consultora Nielsen mostra que el 19 % de la població de l'Àsia i el Pacífic segueix una dieta vegetariana, el 16 % a Àfrica i Orinet Mitjà, el 8 % a Llatinoamèrica, el 6 % a Amèrica del Nord i el 5% a Europa. A excepció de l'Índia on el vegetarianisme representa una tercera part aproximada de la població, en la resta de països es tracta d'una minoria.

## Variants

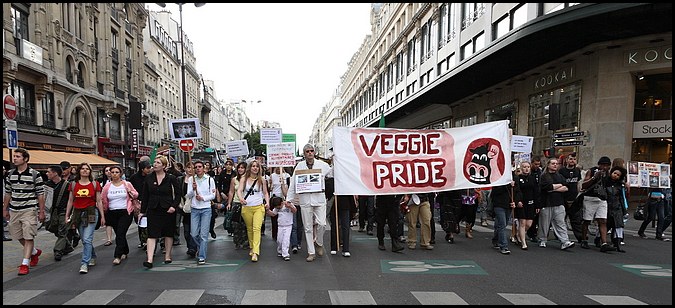
Activistes vegetarians.

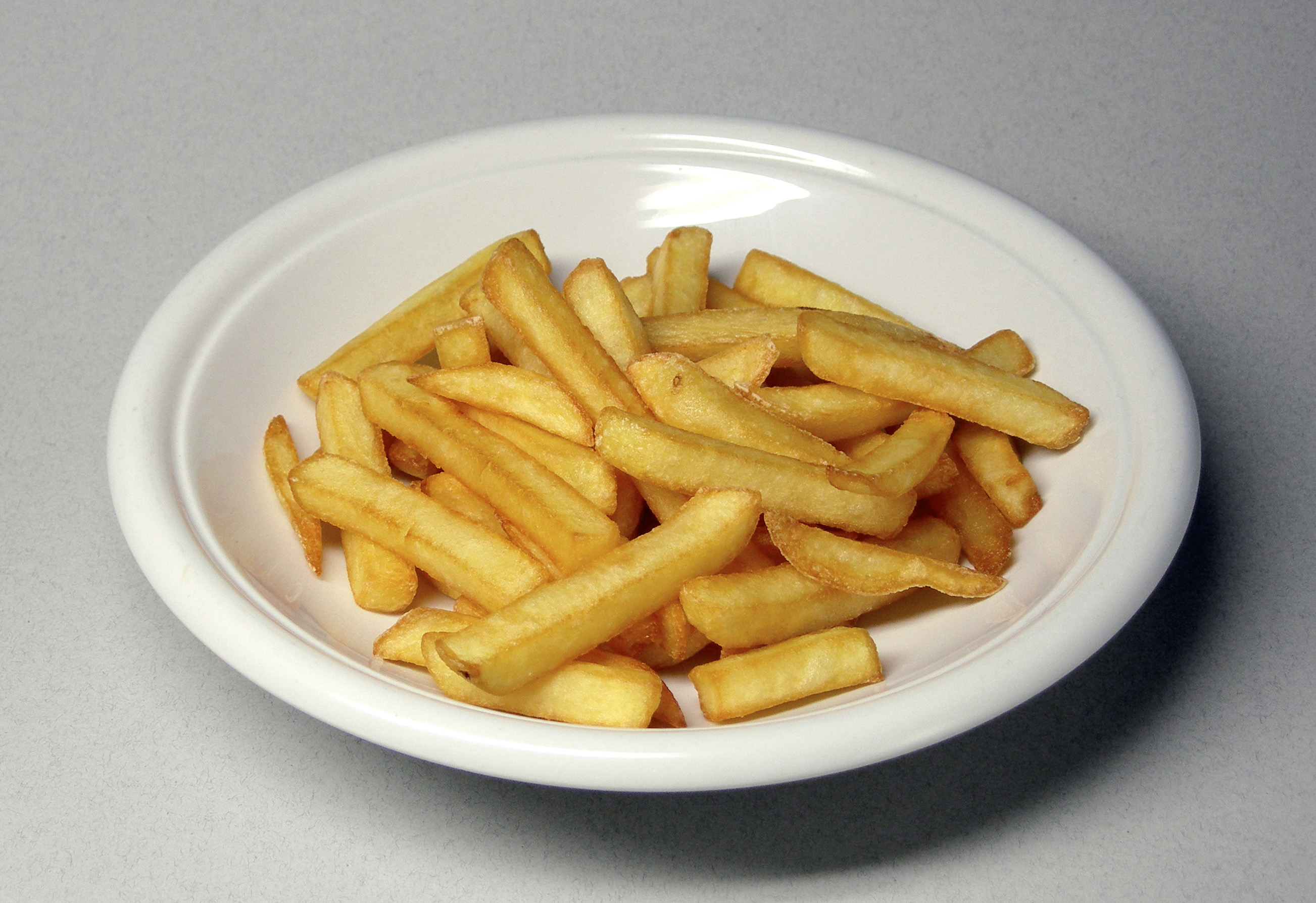
Els jainistes no mengen patates, pastanagues, cebes, alls ni altres arrels ni tubercles.

En algunes de les seves modalitats, el vegetarianisme inclou certs productes derivats directament d'animals, com són els ous, la llet i la mel, però mai la carn. El concepte de "carn" inclou els cossos o parts de qualsevol tipus d'animal, com el peix, marisc, aviram, granotes i insectes.
| Dieta                  | Carn | Mel | Ous | Lactis |
| ---------------------- | ---- | --- | --- | ------ |
| Vegana                 | No   | No  | No  | No     |
| Lactovegetariana       | No   | No  | No  | Sí     |
| Ovovegetariana         | No   | No  | Sí  | No     |
| Ovolactovegetariana    | No   | No  | Sí  | Sí     |
| Apivegetariana         | No   | Sí  | No  | No     |
| Apilactovegetariana    | No   | Sí  | No  | Sí     |
| Apiovovegetariana      | No   | Sí  | Sí  | No     |
| Apiovolactovegetariana | No   | Sí  | Sí  | Sí     |

A l'Índia, en canvi, els ous mai no han format part de la dieta vegetariana tradicional.
Els jainistes exclouen també els tubercles i arrels, perquè per a obtenir-ne cal gratar la terra, fet que podria matar petits animals. Altres opcions són el frugivorisme o dieta basada a menjar fruita i el crudiveganisme que proposa la preparació sense cocció dels aliments (bàsicament fruites i verdures) per tal d'evitar la desnaturalització dels nutrients.
En el semivegetarianisme, hi pot haver peixos o aus, o unes altres carns, però no sovint. Les persones amb dietes que contenen peix o aviram poden definir com a "carn" només la carn dels mamífers i poden identificar-se amb el vegetarianisme. Una dieta pescetariana, per exemple, inclou "peix, però no carn".
L'apilactovegetarianisme és una pràctica alimentària, variant de la dieta vegetariana en què només es consumeixen, com a productes d'origen animal, productes apícoles i lactis. Aquest tipus de dietes vegetarianes solen ser comuns als països occidentals.

## Personalitats vegetarianes
Diverses personalitats són o van ser vegetarianes, com ara Isaac Newton, Percy Bysshe Shelley, Mary Shelley, Benjamin Franklin i George Bernard Shaw. En el món científic, la primatòloga Jane Goodall és vegetariana i sosté que seria vegana en cas que s'establís en un lloc fix, ja que actualment es desplaça per carretera durant la majoria de l'any. En l'enginyeria, Nikola Tesla va ser vegetarià. Entre les personalitats catalanes es poden citar, com a vegetarians declarats, Antoni Gaudí, Joan-Lluís Lluís, Pilar Rahola, Marta Rojals.

## Curiositats
L'1 d'octubre és el Dia Mundial del vegetarianisme.
A Catalunya, hi ha una cinquantena de restaurants especialitzats en el vegetarianisme, sobretot a Barcelona, encara que també en altres llocs.
Els vegetarians han d'anar amb compte amb els aliments preparats i llaminadures, com ara pastissos, xocolata, patates fregides, xiclets, bombons i caramels de goma, perquè poden contenir ingredients provinents d'animals, com per exemple gelatina, quall, saïm, mantega, clara d'ou i tota mena d'additius. A algunes persones que es consideren vegetarianes, en canvi, no els preocupa menjar-ne.